# Râul Băuțar
Râul Băuțar este un afluent al râului Bistra. 

## Hărți
- Harta Munții Țarcu/Muntele Mic  Arhivat în 28 martie 2010, la Wayback Machine.
- Harta Județului Caraș-Severin